# Prima facie
Prima facie es una locución latina en ablativo absoluto, que significa ‘a primera vista [de otras subsiguientes que puedan ocurrir y hacer cambiar de opinión o parecer]’, que se agrega en el discurso antes de una opinión o un comentario para aclarar implícitamente que no se quiere arriesgar una conclusión definitiva.
Una traducción más literal sería ‘primera apariencia’, ya que prima es la adjetivación de ‘primero’, y facie significa ‘rostro’ y, por extensión, ‘aspecto que presenta’.

## En derecho
De uso frecuente en las actuaciones judiciales, que, similarmente al ámbito coloquial, quiere decir ‘a primera vista’ o ‘en principio’, con lo que se da a entender la apariencia de un derecho o de una situación, sin que con ello se prejuzgue el asunto.

### Carga de la prueba
Se usa, principalmente, en lo que concierne a la carga de la prueba. Jurídicamente, la carga de la prueba es la obligación de hacer la prueba de lo que uno alega. La regla general es que la necesidad de la prueba le incumbe al que reclama algo. Por consiguiente, la carga de la prueba suele corresponderle a quien interpone una demanda. La excepción a esta regla es la «prueba prima facie»: una prueba considerada suficiente para establecer una conclusión hasta que se refute válidamente.[cita requerida]

## En filosofía
La expresión prima facie también se utiliza en filosofía, generalmente en el mismo sentido que cuando se usa en las ciencias jurídicas.
Entre los ejemplos más notables puede citarse el caso de la teoría de lo correcto y lo bueno, la ética propuesta por el filósofo escocés William David Ross (1877-1971), también llamada «ética de los deberes prima facie» (ethic of prima facie duties).[cita requerida]